# Operazioni di mercato aperto
Le operazioni sul mercato aperto (open market operations) sono transazioni che la banca centrale effettua nel mercato interbancario. Il termine è usato con riferimento alle sole banche centrali, che per statuto non hanno profitti e, diversamente dagli altri operatori, agiscono non con finalità di lucro, ma per sostenere la moneta nazionale.
Mediante operazioni sul mercato aperto la banca centrale acquista/vende titoli di Stato, immettendo o assorbendo moneta. I titoli di Stato vengono collocati in un'asta (esterna alla Borsa), riservata a grandi investitori istituzionali che poi rivendono i titoli ai risparmiatori e ad altri soggetti economici. In Borsa esiste un mercato secondario dei titoli, in cui i titoli scambiati non sono degli emittenti, ma di acquirenti (piccoli risparmiatori e imprese, ma anche banche che li rivendono alla clientela), che decidono di vendere.

## Scopo
La compravendita dei titoli di Stato è il principale canale con il quale la Banca centrale assolve il suo compito statutario di regolare la quantità di moneta. Comprando titoli, inietta moneta nel sistema; vendendoli, raccoglie moneta riducendo la liquidità in circolazione.
Le operazioni sul mercato aperto assicurano la liquidità necessaria al sistema bancario, come è riportato nei testi di economia. Da notare che non è affatto equivalente ad assicurare la liquidità al sistema economico (di cui quello bancario è solo un sottosistema), ovvero a monetizzare il mercato. La liquidità così erogata, in definitiva, influenza comunque anche le riserve.
Le operazioni sul mercato aperto sono quindi il modo in cui tecnicamente le banche centrali danno attuazione alla politica monetaria, a seguito di una decisione di alzare/abbassare i tassi.

## Regolamentazione
Il "mercato aperto" in questione è formato dalla banca centrale, dalle banche nazionali ed estere (autorizzate dalla Banca Centrale ad operare sul territorio), da alcune SIM. L'oggetto di scambio sono titoli di Stato; il mercato è regolamentato e lo scambio avviene secondo procedure bilaterali Banca-Banca Centrale, aste mensili a tasso fisso o settimanali a tasso variabile. Le aste sono gestite dalla Banca Centrale, che decreta quali banche sono aggiudicatari dei titoli; la Banca Centrale a sua volta gestisce l'asta applicando un preciso regolamento.

## Titoli non governativi
Le Banche Centrali possono anche acquistare titoli diversi da quelli di Stato, come ad esempio i bond di aziende private emessi in qualità di prestito obbligazionario.
L'obiettivo di queste operazioni è quello di sostenere i corsi azionari spingendoli verso l'alto, e nel contempo di ridurre i tassi d'interesse richiesti dal settore del credito per i prestiti che questo offre ai privati. La ricchezza totale presente nel sistema viene incrementata di conseguenza.